# 荒浜町
荒浜町（あらはままち）は、昭和30年（1955年）まで宮城県亘理郡の東部にあった町。現在の亘理郡亘理町荒浜地区にあたる。

## 地理
- 河川：阿武隈川
- 湖沼：鳥の海（汽水湖）

## 沿革
- 明治22年（1889年）4月1日 - 町村制施行にともない、高須賀村の区域をもって、荒浜村が発足する。
- 昭和18年（1943年）4月29日 - 町制施行し、荒浜町となる。
- 昭和30年（1955年）2月1日 - 荒浜町、亘理町、吉田村及び逢隈村が合併し、亘理町が発足する。

## 行政

### 首長
- 歴代村長

| 代 | 氏名       | 就任                  | 退任                      | 備考 |
| -- | ---------- | --------------------- | ------------------------- | ---- |
| 1  | 齋藤定一   | 明治22年（1889年）4月 | 明治31年（1898年）3月     |      |
| 2  | 横山長吉   | 明治31年（1898年）4月 | 大正7年（1918年）3月      |      |
| 3  | 江戸清吉   | 大正7年（1918年）5月  | 大正8年（1919年）1月      |      |
| 4  | 齋藤克昌   | 大正9年（1920年）5月  | 大正12年（1923年）3月     |      |
| 5  | 宍戸周次郎 | 大正12年（1923年）6月 | 昭和14年（1939年）6月     |      |
| 6  | 佐々木義雄 | 昭和14年（1939年）8月 | 昭和18年（1943年）4月28日 |      |

- 歴代町長

| 代 | 氏名       | 就任                      | 退任                      | 備考         |
| -- | ---------- | ------------------------- | ------------------------- | ------------ |
| 1  | 佐々木義雄 | 昭和18年（1943年）4月29日 | 昭和18年（1943年）8月     | 村長より留任 |
| 2  | 阿部亀吉   | 昭和18年（1943年）8月     | 昭和21年（1946年）11月    |              |
| 3  | 菊地喜四郎 | 昭和22年（1947年）5月4日  | 昭和30年（1955年）1月31日 |              |

## 地域

### 人口
| 1920年 | 3,154人 |  |
| 1925年 | 3,363人 |  |
| 1930年 | 3,734人 |  |
| 1935年 | 4,021人 |  |
| 1940年 | 3,967人 |  |
| 1947年 | 5,427人 |  |
| 1950年 | 5,760人 |  |

※国勢調査による

### 教育
- 荒浜町立荒浜小学校
- 荒浜町立荒浜中学校

## 産業
北西部では農業、南東部では漁業が主要産業であった。
特産物は阿武隈川を溯上するサケで、明治末期には年85tもの漁獲高があり、薄塩にした生鮭が盛んに贈答品に用いられたという。合併直前期の昭和28年（1953年）の統計によれば、漁業売上高は6,238万6千円で、主な漁獲品目としてカレイ・ヒラメ・カナガシラ・アナゴ・メロウド・タコが挙げられており、これに加えて牡蠣・海苔・ナマコの養殖が行われていた。
旧荒浜漁港（荒浜湊）は阿武隈川河口部の南岸に位置していたが、のちに鳥の海北岸へと移転している（移転後の新荒浜漁港（荒浜築港）については鳥の海の項を参照のこと）。